# جيمس بي كونواي
جيمس بي كونواي (بالإنجليزية: James P. Conway)‏ هو مدرب خيول أمريكي، ولد في 4 أغسطس 1910، وتوفي في 31 مايو 1984.